# Ilhas Fénix

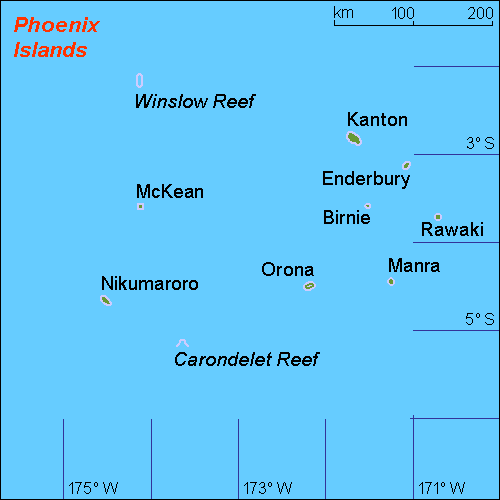
Mapa do arquipélago Fénix

As ilhas Fênix (português brasileiro) ou ilhas Fénix (português europeu) (em inglês: Phoenix Islands; em gilbertês: Rawaki) são um arquipélago formado por oito ilhas de coral e atóis localizado na Micronésia, a sul da linha do Equador, a norte das ilhas neozelandesas de Toquelau e Cook, a leste das ilhas Gilbert, tendo a norte e a nordeste as ilhas estadunidenses de Howland, Baker e Jarvis.
Estas ilhas são parte da república de Quiribáti, mas não têm população permanente, nem representação governamental. Como muitas das ilhas deste país, as ilhas têm muitas vezes nomes oficiais tanto em inglês, como em gilbertês (o nome do país é uma forma gilbertesa de pronunciar “Gilbert”):
- Ilha Birnie
- Ilha Enderbury
- Ilha Kanton (também Abariringa ou Ilha Canton)
- Ilha Manra (ou Ilha Sydney)
- Ilha McKean
- Atol Nikumaroro (ou Ilha Gardner)
- Atol Orona (ou Ilha Hull)
- Ilha Rawaki (ou Ilha Fénix)

No arquipélago encontram-se ainda dois recifes: Carondelet e Winslow.

## UNESCO
A UNESCO inscreveu a Área Protegida das Ilhas Fénix como Patrimônio Mundial por "ser um dos ecossistemas de arquipélagos de corais oceânicos intactos maiores do mundo. O ecossistema ilustra a natureza e sua importância como rota de migração e reserva."